# Vuurboetsduin
Vuurboetsduin (frisisk: Fjoerboetsdún) er en klit vest for landsbyen Oost-Vlieland på den nederlandske ø Vlieland og det højeste punkt i provinsen Frisland. Det er også det højeste punkt på de vestfrisiske øer.
Klitten selv er 45 meter høj og der er opført et kun 18 meter højt fyrtårn. På grund af fyrets højde fik tårnet kaldenavnet "Den Røde Trold".
Oprindelsen af navnet "Vuurboetsduin" er formentlig fra den attende århundrede. Man brugte kul for at holde fyret brændende om natten og kullet blev opbevaret i et "fjoerboet" som så har lagt navn til klitten. Et stentårn blev bygget i 1839. Den nuværende tårn er fra 1907 der blev forflyttet fra Ĳmuiden.